# تنبؤ التهديدات
تنبؤ التهديدات (بالإنجليزية: Threatcasting) هو إطار مفاهيمي يستخدم لمساعدة المجموعات متعددة التخصصات على تصور سيناريوهات المستقبل. إنها أيضًا عملية تمكن من التخطيط المنتظم ضد التهديدات لمدة عشر سنوات في المستقبل. من خلال الاستفادة من عملية التهديد ، تستكشف المجموعات التهديدات المستقبلية المحتملة وكيفية تحويل المستقبل الذي يرغبون فيه إلى حقيقة واقعة مع تجنب المستقبل غير المرغوب فيه. يعد تنبؤ التهديدات عملية مستمرة متعددة الخطوات تتضمن مدخلات من العلوم الاجتماعية والبحث التقني والتاريخ الثقافي والاقتصاد والاتجاهات ومقابلات الخبراء وروايات الخيال العلمي. هذه المدخلات تعتبر إبلاغ عن استكشاف الرؤى المحتملة للمستقبل.

## الاختلافات بين تنبؤ التهديدات والتخطيط الاستراتيجي
يختلف تنبؤ التهديدات اختلافًا جوهريًا عن عمليات التخطيط الاستراتيجي وبناء السيناريوهات التقليدية نظرًا لتحديد الإجراءات والمؤشرات والخطوات الملموسة التي يمكن اتخاذها اليوم لتعطيل التهديدات المستقبلية وتخفيفها والتعافي منها.